# Чезате
Чезате (итал. Cesate) је насеље у Италији у округу Милано, региону Ломбардија.
Према процени из 2011. у насељу је живело 13531 становника. Насеље се налази на надморској висини од 193 м.

## Становништво
Према резултатима пописа становништва 2011. у општини је живело 13.858 становника.
| 1931. | 1936. | 1951. | 1961. | 1971. | 1981. | 1991.  | 2001.  | 2011.  |
| ----- | ----- | ----- | ----- | ----- | ----- | ------ | ------ | ------ |
| 2.670 | 2.700 | 3.044 | 6.554 | 8.640 | 8.429 | 10.831 | 12.317 | 13.858 |